# Dale Gregory Jr.
Dale Gregory Jr. – oficer Marynarki Wojennej Stanów Zjednoczonych w stopniu komandora, pilot lotnictwa marynarki. Od marca 2024 dowódca lotniskowca USS „Ronald Reagan”.

## Życiorys
Urodził się i dorastał w Boca Raton na Florydzie. W 1997 roku ukończył Akademię Marynarki Wojennej w Annapolis. Dwa lata później otrzymał odznakę pilota lotnictwa marynarki. Pierwszym przydziałem służbowym była eskadra myśliwska na pokładzie lotniskowca USS „Abraham Lincoln”, następnie służył na stanowisku oficera operacji uderzeniowych w skrzydle myśliwskim na pokładzie USS „Dwight D. Eisenhower”. Pełnił również służbę jako dowódca skrzydła lotniczego na pokładzie USS „Theodore Roosevelt” i jako dowódca operacyjny 4 Grupy Uderzeniowej Lotniskowców. Kolejnym przydziałem służbowym było stanowisko zastępcy dowódcy lotniskowca USS „Abraham Lincoln”. Jako pilot wojskowy miał wylatane 2800 godzin oraz 650 lądowań na lotniskowcach. Brał udział w operacjach: Southern Watch (monitorowanie strefy zakazu lotów nad Irakiem), Enduring Freedom, Iraqi Freedom, New Dawn (Afganistan) i Inherent Resolve (walki z Państwem Islamskim).
W 2022 roku został mianowany dowódcą okrętu dowodzenia USS „Blue Ridge”. 10 marca 2024 roku został dowódcą lotniskowca USS „Ronald Reagan”.

## Odznaczenia
Odznaczenia komandora Dala Gregory’ego Jr. to między innymi:
- Legia Zasługi (dwukrotnie)
- Medal Departamentu Obrony za Chwalebną Służbę
- Medal za Chwalebną Służbę (trzykrotnie)
- Medal lotniczy z odznaką waleczności
- Medal Lotniczy (siedmiokrotnie)
- Medal Pochwalny z odznaką waleczności
- Medal Pochwalny (czterokrotnie)
- Medal za Osiągnięcie